# Jama Al Huta
Jama Al Huta (arabsko كَهْف ٱلْهُوْتَه, latinizirano: Kahf Al-Hūtah) je kraška jama blizu mesta Bahla, ob vznožju Džebel Šamsa, v governoratu Dahilija, Oman, ki je dolga 4,5 km in je druga največja jama v Omanu. Jamo so prvi odkrili domačini pred nekaj sto leti, uradno pa so jo kot turistično destinacijo odprli decembra 2006 v dolžini 500 m. 
Približno 300 metrov od jame odprli center za obiskovalce z geološkim muzejem, restavracijo in trgovino s spominki. V Geološkem muzeju je nazorno predstavljen nastanek gorovja Hadžar in jame. Obiskovalce v jamo vozijo z električnim vlakcem, za kar je bil zgrajen ločen vhod v jamo.
Jama Al Huta vsebuje bogat ekosistem, ki vključuje štiri jezera. Tri so majhna in so na severu jame, drugo je dostopno osrednje jezero. Ocenjuje se, da ima jezero približno 30.000 m³ vode, dolgo je 800 metrov in široko 10 metrov, največja globina pa je 15 metrov. Tu je mogoče videti redko slepo ribo – Garra Barreimiae. V jami živi še veliko drugih živalskih vrst, vključno z netopirji (Rhinopoma Muscatellum), členonožci, mehkužci, pajki, polži in vodni hrošči.
Tako kot mnoge druge jame v Omanu je jamski sistem Al Huta nastal z raztapljanjem apnenca v kisli vodi. Fascinantne so značilnosti, kot so stalagmiti, stalaktiti in druge oblike. Stalagmiti iz te jame dajejo podatke o paleoklimi.